# Maisprach
Maisprach är en ort och kommun i distriktet Sissach i kantonen Basel-Landschaft, Schweiz. Kommunen har 941 invånare (2023).